# Liste des ministres tunisiennes
Cette liste des ministres tunisiennes recense, par gouvernement, toutes les femmes qui ont été membres d'un gouvernement depuis les années 1980. Elles constituent dans un premier temps des exceptions au sein de la vie politique nationale.

## Gouvernements Mzali et Sfar

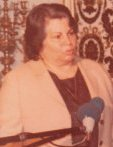
Fethia Mzali.

- Fethia Mzali (1927-2018)
  - Ministre de la Famille et des Femmes, entre 1983 et 1986.
- Souad Lyagoubi (1938- )
  - Ministre de la Santé publique, entre 1984 et 1988.

## Gouvernements Baccouche et Karoui
- Souad Lamine Khadraoui (1945- )[1]
  - Secrétaire d'État auprès du ministre des Affaires sociales chargée des Personnes handicapées, entre 1988 et 1989.
- Nebiha Gueddana (1949- )
  - Secrétaire d'État chargée du Développement social, entre 1989 et 1992[2].
  - Secrétaire d'État chargée des Femmes et de la Famille, entre 1992 et 1995.
- Néziha Mezhoud
  - Secrétaire d'État chargée du Développement social, entre 1992 et 1993.
  - Ministre de la Famille et des Femmes, entre 1993 et 1995.
- Néziha Zarrouk (1946- )
  - Ministre de la Famille et des Femmes, auprès du Premier ministre, entre 1995 et 1997.
  - Ministre de la Famille et des Femmes, entre 1997 et 1999.

## Gouvernements Ghannouchi I
- Néziha Zarrouk (1946- )
  - Ministre déléguée de la Famille et des Femmes, auprès du Premier ministre, en 1999.
  - Ministre de la Famille et des Femmes, auprès du Premier ministre, entre 1999 et 2001.
  - Ministre de la Famille et des Femmes, en 2001.
  - Ministre de la Formation professionnelle et de l'Emploi, entre 2001 et 2003.
- Faïza Kefi (1949- )
  - Ministre de l'Environnement et de la Planification territoriale, entre 1999 et 2001.
  - Ministre de la Formation professionnelle et de la Gestion publique, en 2001.
- Samira Khayach Belhaj (1953- )
  - Secrétaire d'État auprès du ministère de l'Équipement, chargée de l'Habitat, entre 1999 et 2004.
  - Ministre de l'Équipement, de l'Habitat et de l'Aménagement territorial, entre 2004 et 2008.
- Néziha Ben Yedder
  - Ministre des Affaires de la femme, de la Famille et de l'Enfance, entre 2001 et 2004.
- Néziha Escheikh (1945- )
  - Secrétaire d'État chargée de la Santé publique, entre 2001 et 2011.
- Najeh Belkhiria Karoui
  - Secrétaire d'État chargée des Affaires sociales, entre 2001 et 2004.
  - Secrétaire d'État auprès du ministre des Affaires sociales, de la Solidarité et des Tunisiens à l'étranger, chargée de la Promotion sociale, entre 2004 et 2011.
- Saïda Chtioui
  - Secrétaire d'État auprès du ministre des Affaires étrangères, chargée des Affaires américaines et asiatiques, entre 2002 et 2011.
- Saloua Ayachi Labben (1956- )
  - Secrétaire d'État chargée de la Femme, de la Famille et des Enfants, entre 2002 et 2004.
  - Ministre des Affaires de la femme, de la Famille, de l'Enfance et des Personnes âgées, entre 2004 et 2007.
- Chadlia Boukchina
  - Secrétaire d'État auprès de la ministre des Affaires de la femme, de la Famille et de l'Enfance, chargée de l'Enfance, entre 2002 et 2003.
- Sarra Kanoun Jarraya (1948- )
  - Secrétaire d'État auprès de la ministre des Affaires de la femme, de la Famille, de l'Enfance et des Personnes âgées, chargée de l'Enfance et des Personnes âgées, entre 2004 et 2007.
  - Ministre des Affaires de la femme, de la Famille, de l'Enfance et des Personnes âgées, entre 2007 et 2010.
- Khédija Ghariani (1956- )
  - Secrétaire d'État auprès du ministre des Technologies de la communication, chargée de l'Informatique, de l'Internet et des Logiciels libres, entre 2004 et 2008.
- Najoua Miladi (1953- )
  - Secrétaire d'État auprès du ministre de la Santé publique, chargée des Établissements hospitaliers, entre 2007 et 2011.
- Saloua Tarzi Ben Attia (1951- )
  - Secrétaire d'État, auprès de la ministre des Affaires de la femme, de la Famille, de l'Enfance et des Personnes âgées, chargée de l'Enfance et des Personnes âgées, entre 2007 et 2011.
- Lamia Chafei Seghaier (1968- )
  - Secrétaire d'État, auprès du ministre des Technologies de la communication, chargée de l'Informatique, de l'Internet et des Logiciels libres, entre 2008 et 2011.
- Bebia Chihi (1952- )
  - Ministre des Affaires de la femme, de la Famille, de l'Enfance et des Personnes âgées, entre 2010 et 2011.

## Gouvernements Ghannouchi II et Essebsi

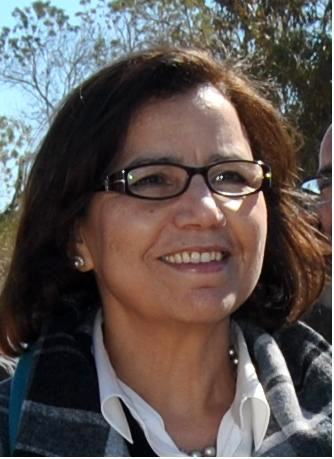
Habiba Zéhi Ben Romdhane.

- Moufida Tlatli (1947-2021)
  - Ministre de la Culture, entre le 17 et le 27 janvier 2011.
- Habiba Zéhi Ben Romdhane (1950- )
  - Ministre de la Santé publique, entre le 27 janvier et le 1er juillet 2011.
- Faouzia Charfi (1941- )
  - Secrétaire d'État auprès du ministre de l'Enseignement supérieur, entre le 17 janvier et le 2 mars 2011.
- Lilia Labidi (1949- )
  - Ministre des Affaires de la femme, entre le 17 janvier et le 24 décembre 2011.
- Myriam Mizouni (1958- )
  - Secrétaire d'État auprès du ministre de la Jeunesse et des Sports, chargée des Sports, entre le 1er juillet et le 24 décembre 2011.

## Gouvernements Jebali et Larayedh

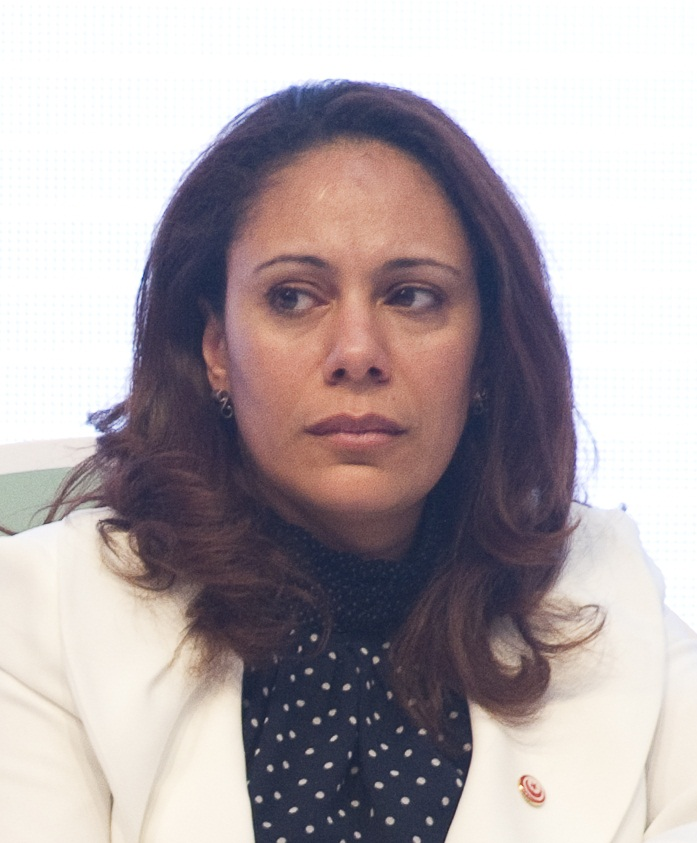
Sihem Badi.

- Mémia El Benna (1966- )
  - Ministre de l'Environnement, entre le 24 décembre 2011 et le 13 mars 2013.
- Sihem Badi (1967- )
  - Ministre des Affaires de la femme, entre le 24 décembre 2011 et le 29 janvier 2014.
- Chahida Ben Fraj Bouraoui (1960- )
  - Secrétaire d'État à l'Habitat, entre le 24 décembre 2011 et le 29 janvier 2014.
- Leïla Bahria
  - Secrétaire d'État chargée des Affaires africaines et arabes, entre le 13 mars 2013 et le 29 janvier 2014.

## Gouvernement Jomaa

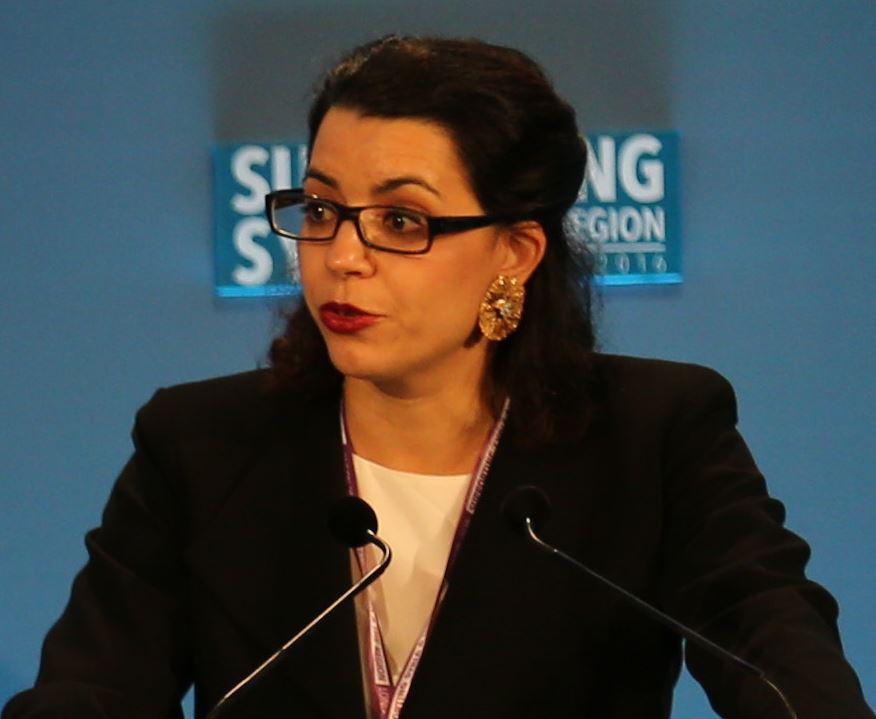
Amel Karboul.

- Nejla Moalla Harrouch (1963- )
  - Ministre du Commerce et de l'Artisanat, entre le 29 janvier 2014 et le 6 février 2015.
- Amel Karboul (1973- )
  - Ministre du Tourisme, entre le 29 janvier 2014 et le 6 février 2015.
- Neila Chaabane (1961- )
  - Secrétaire d'État chargée des Affaires de la femme, de l'Enfance et de la Famille, entre le 29 janvier 2014 et le 6 février 2015.

## Gouvernements Essid et Chahed

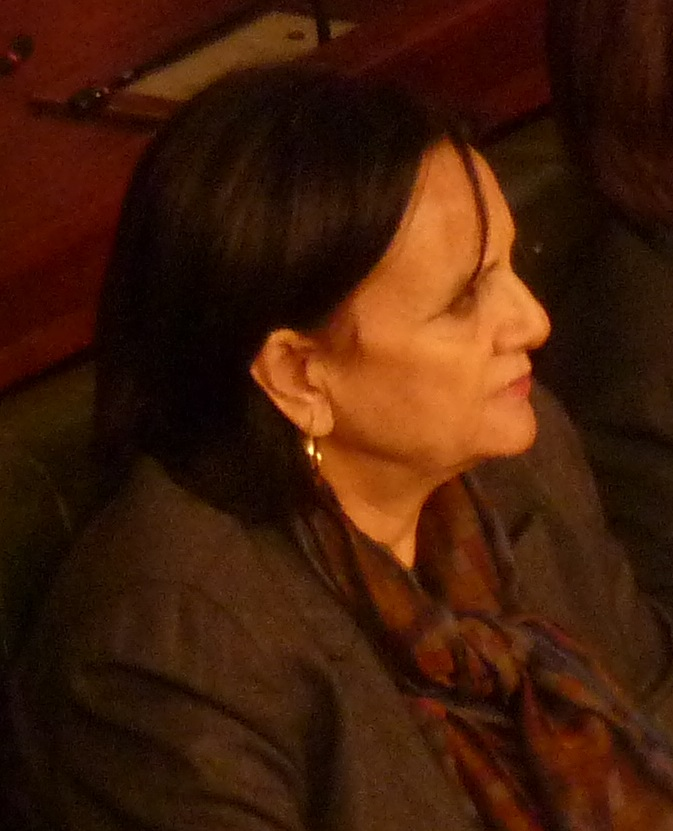
Latifa Lakhdar.
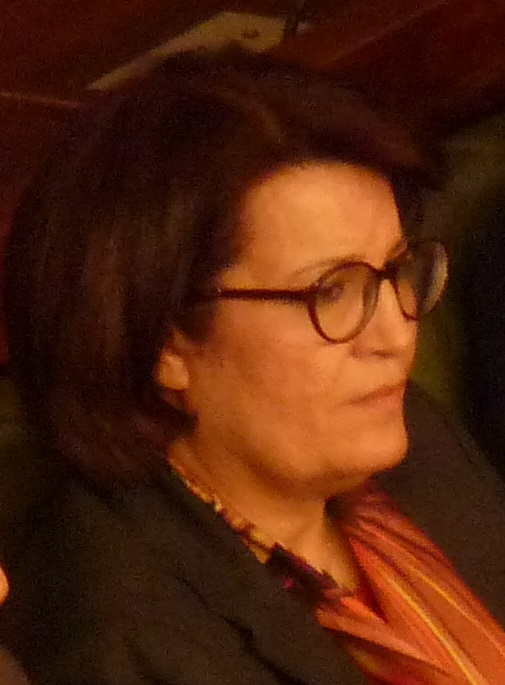
Samira Merai.
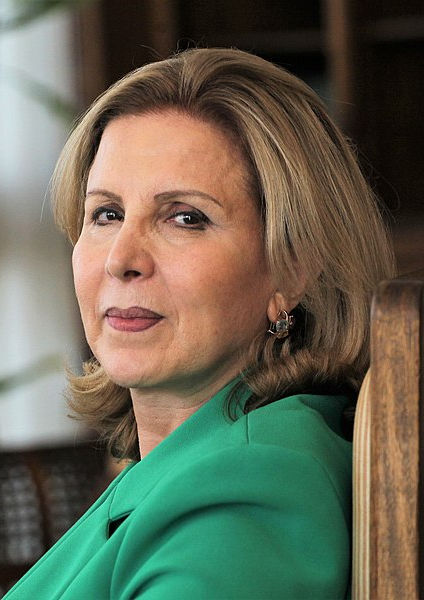
Selma Elloumi.
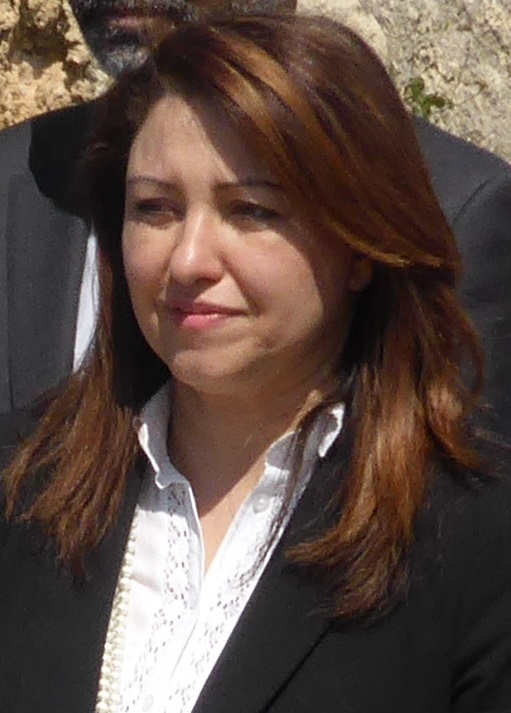
Sonia M'Barek.
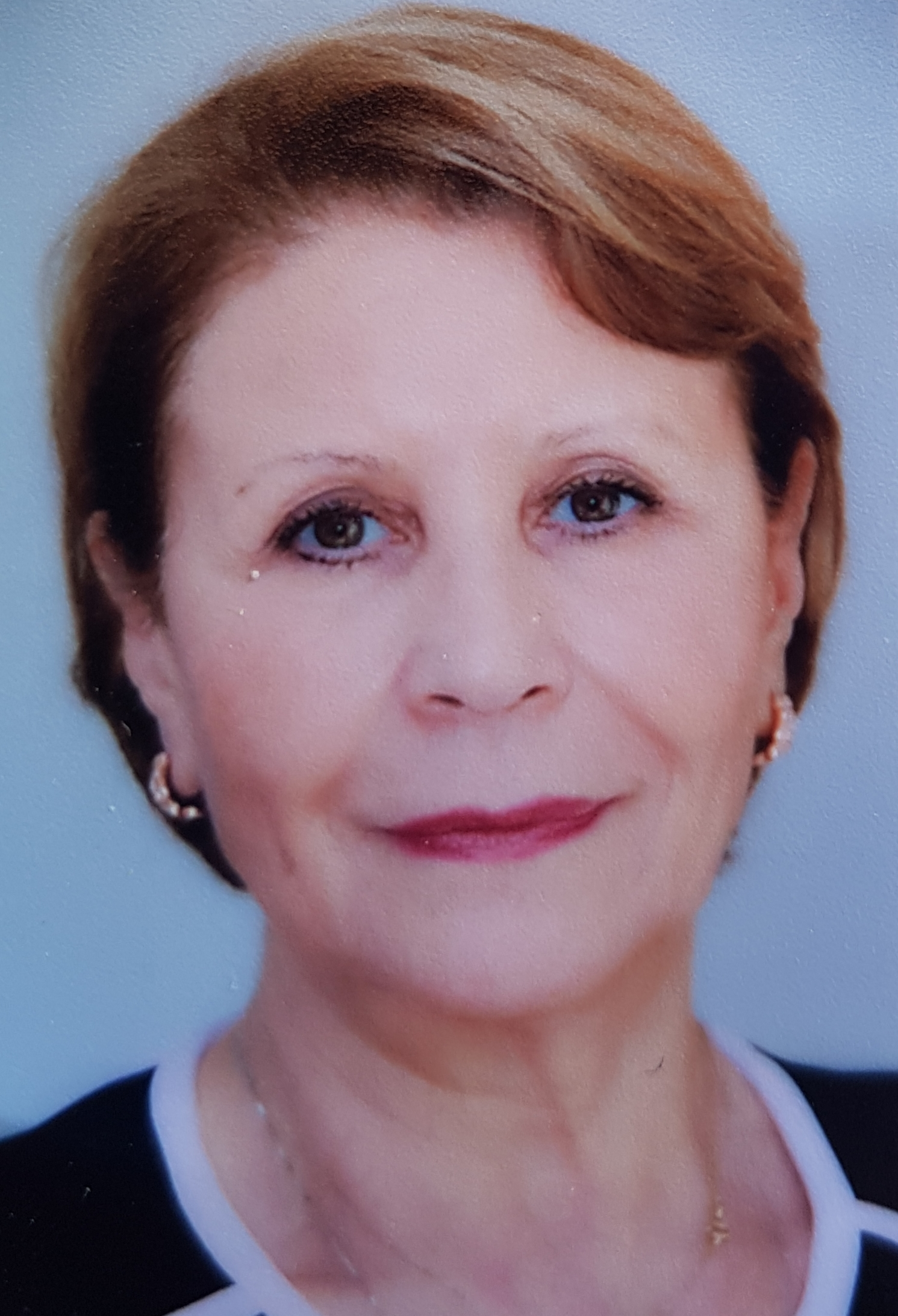
Néziha Labidi.
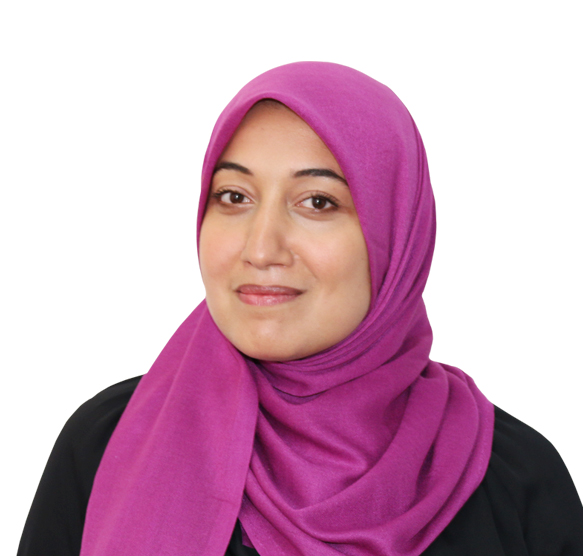
Sayida Ounissi.
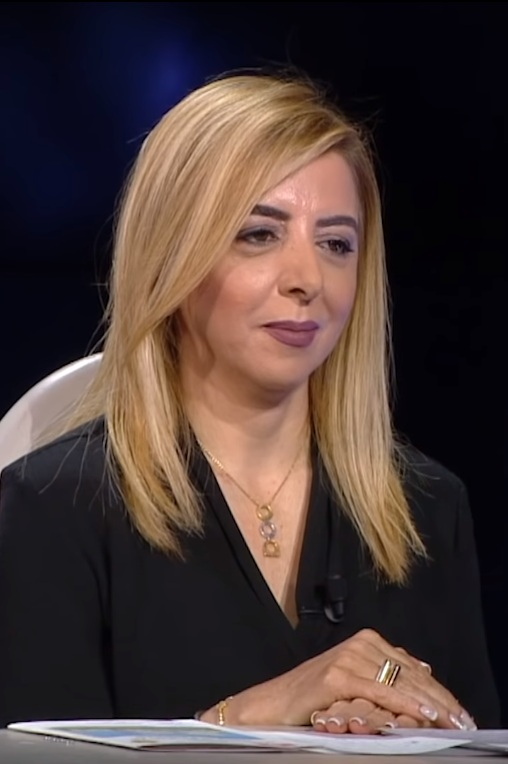
Sonia Ben Cheikh.

- Latifa Lakhdar (1956- )
  - Ministre de la Culture et de la Sauvegarde du patrimoine, entre le 6 février 2015 et le 12 janvier 2016.
- Samira Merai (1963- )
  - Ministre de la Femme, de la Famille et de l'Enfance, entre le 6 février 2015 et le 27 août 2016.
  - Ministre de la Santé publique, entre le 27 août 2016 et le 12 septembre 2017.
- Selma Elloumi (1956- )
  - Ministre du Tourisme et de l'Artisanat, entre le 6 février 2015 et le 14 novembre 2018.
- Boutheina Ben Yaghlane (1966- )
  - Secrétaire d'État auprès du ministre des Finances, entre le 6 février 2015 et le 12 janvier 2016.
- Lamia Zribi (1961- )
  - Secrétaire d'État auprès du ministre du Développement, de l'Investissement et de la Coopération internationale, entre le 6 février 2015 et le 12 janvier 2016.
  - Ministre des Finances, entre le 27 août 2016 et le 30 avril 2017.
- Amel Azzouz (1963- )
  - Secrétaire d'État chargée de la Coopération internationale, entre le 6 février 2015 et le 12 janvier 2016.
- Majdouline Cherni (1981- )
  - Secrétaire d'État chargée du Dossier des blessés et martyrs de la révolution, entre le 6 février 2015 et le 12 janvier 2016.
  - Ministre de la Jeunesse et des Sports, entre le 27 août 2016 et le 14 novembre 2018.
- Amel Nafti (1956- )
  - Secrétaire d'État auprès du ministre de l'Agriculture, des Ressources hydrauliques et de la Pêche chargée de la Production agricole, entre le 6 février 2015 et le 12 janvier 2016.
- Sonia M'Barek (1969- )
  - Ministre de la Culture, entre le 12 janvier et le 27 août 2016.
- Néziha Labidi
  - Ministre de la Femme, de la Famille et de l'Enfance, entre le 27 août 2016 et le 27 février 2020.
- Hela Cheikhrouhou (1972- )
  - Ministre de l'Énergie, des Mines et des Énergies renouvelables, entre le 27 août 2016 et le 12 septembre 2017.
- Faten Kallel (1980- )
  - Secrétaire d'État chargée de la Jeunesse, entre le 27 août 2016 et le 12 septembre 2017.
- Sayida Ounissi (1987- )
  - Secrétaire d'État chargée de l'Initiative privée, entre le 27 août 2016 et le 14 novembre 2018.
  - Ministre de l'Emploi et de la Formation professionnelle, entre le 14 novembre 2018 et le 8 novembre 2019.
- Sarra Rejeb (1959- )
  - Secrétaire d'État auprès du ministre du Transport, entre le 12 septembre 2017 et le 14 novembre 2018.
- Sonia Ben Cheikh (1968- )
  - Secrétaire d'État auprès du ministre de la Santé publique, entre le 12 septembre 2017 et le 14 novembre 2018.
  - Ministre de la Jeunesse et des Sports, entre le 14 novembre 2018 et le 27 février 2020.
  - Ministre de la Santé publique (intérim), entre le 10 mars 2019 et le 27 février 2020.
- Basma Jebali (1975- )
  - Secrétaire d'État auprès du ministre des Affaires locales et de l'Environnement, entre le 14 novembre 2018 et le 27 février 2020.

## Gouvernements Fakhfakh et Mechichi

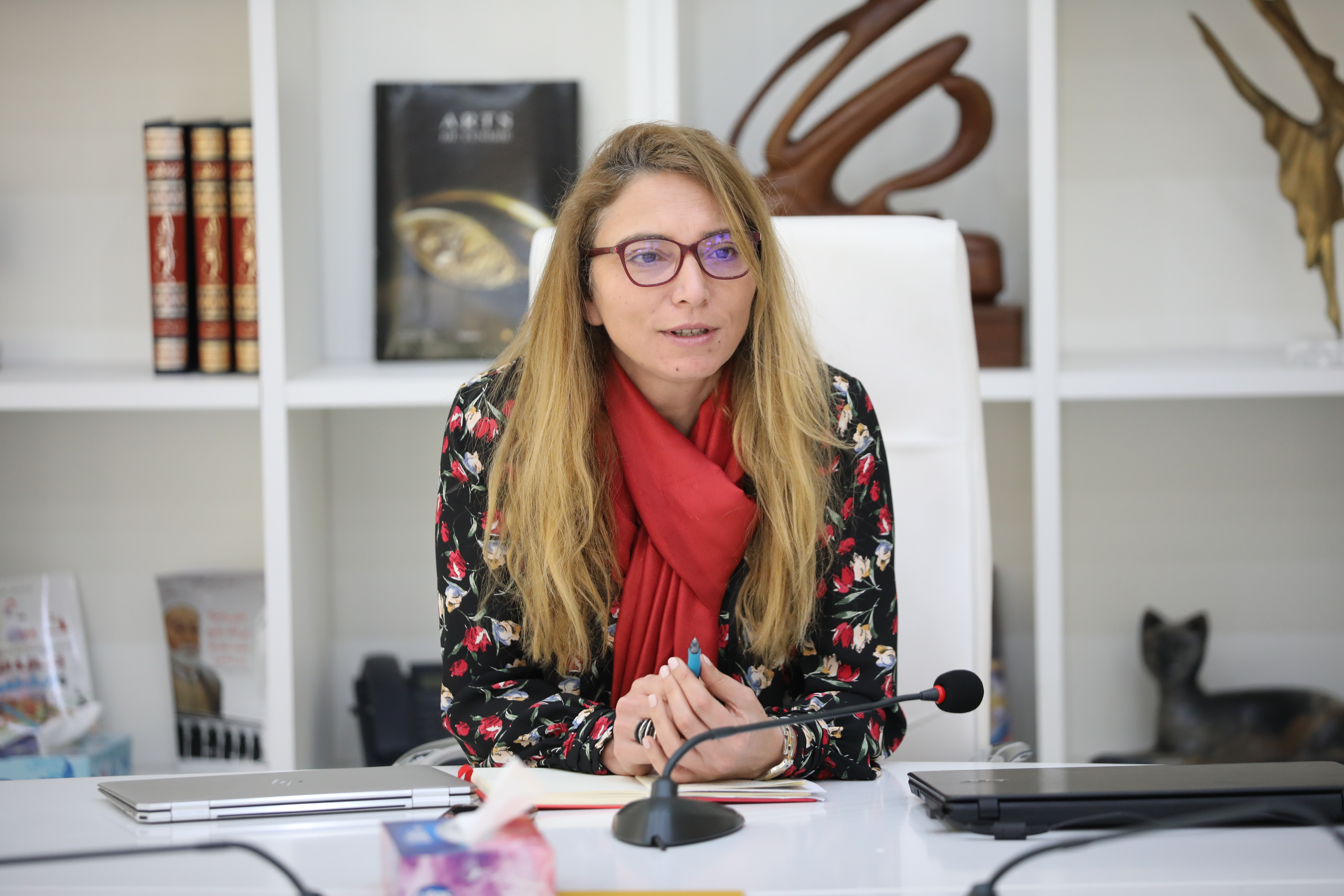
Chiraz Latiri.
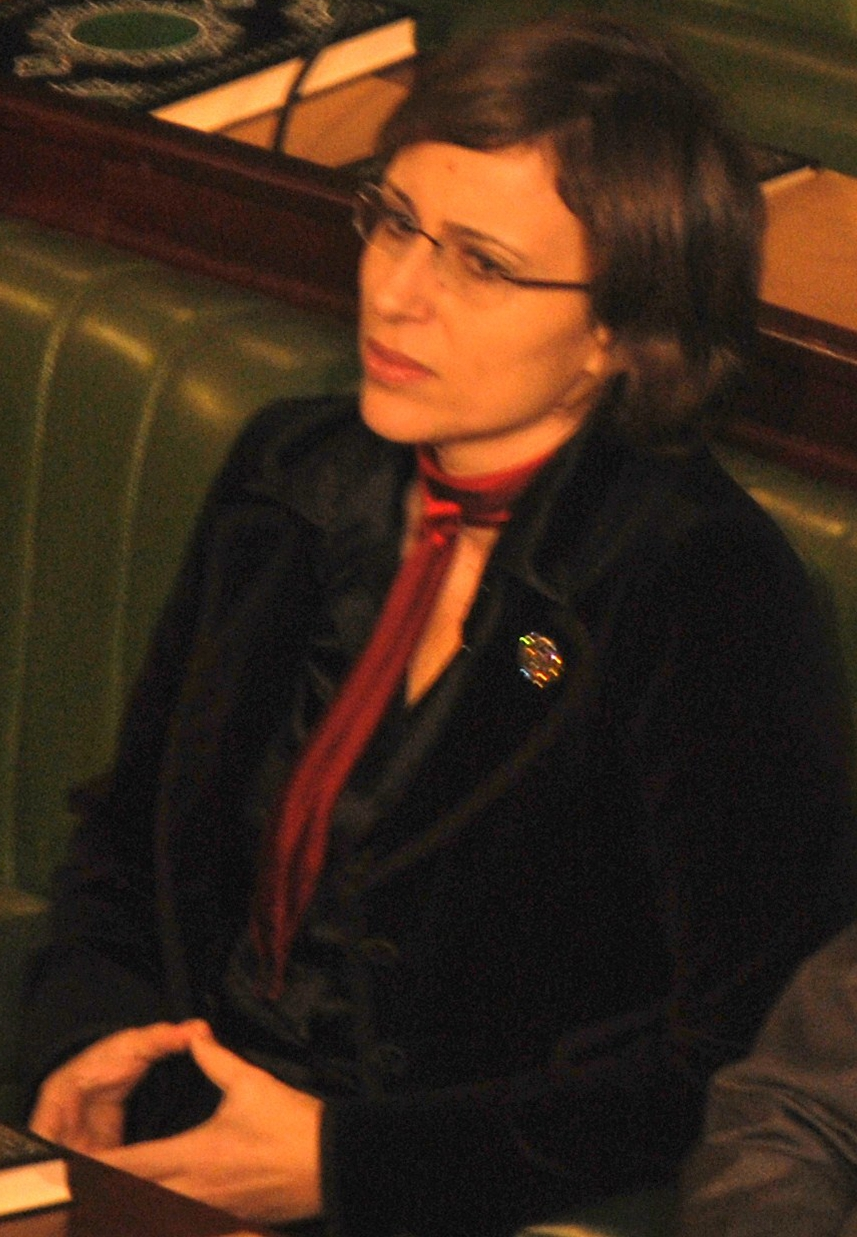
Lobna Jribi.
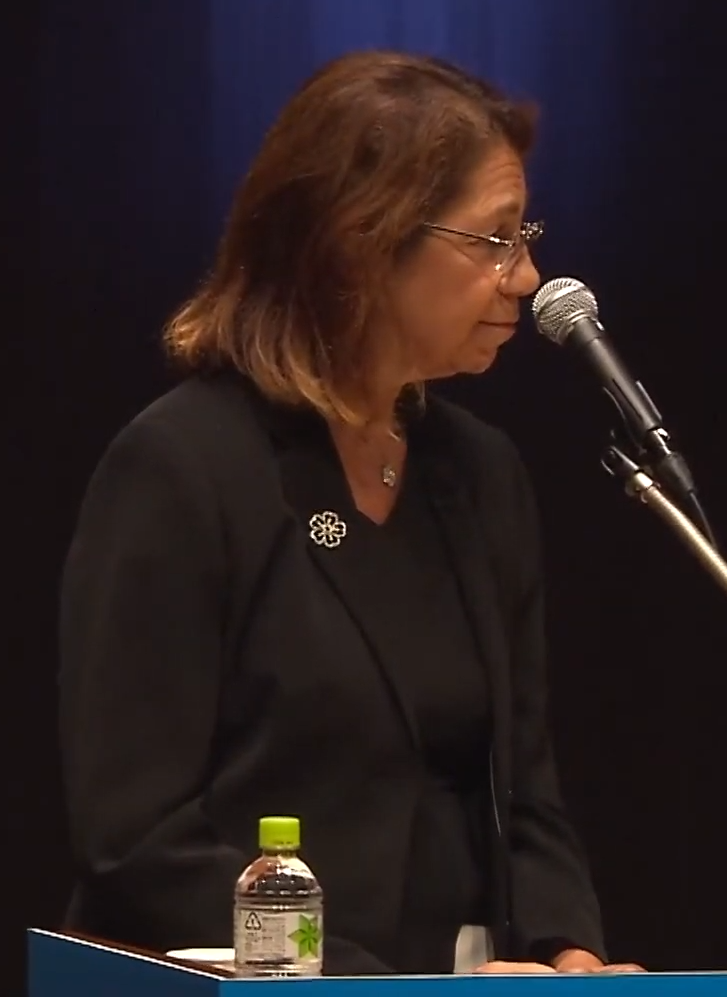
Akissa Bahri.

- Thouraya Jeribi Khémiri (1960- )
  - Ministre de la Justice, entre le 27 février et le 2 septembre 2020.
  - Ministre auprès du chef du gouvernement chargée de la Relation avec les instances constitutionnelles et la Société civile, entre le 2 septembre 2020 et le 25 janvier 2021.
- Chiraz Latiri (1972- )
  - Ministre des Affaires culturelles, entre le 27 février et le 2 septembre 2020.
- Asma Shiri (1972- )
  - Ministre de la Femme, de la Famille, de l'Enfance et des Seniors, entre le 27 février et le 2 septembre 2020.
  - Porte-parole du gouvernement, entre le 7 avril et le 2 septembre 2020.
  - Ministre de la Jeunesse et des Sports par intérim, entre le 15 juillet et le 2 septembre 2020.
- Lobna Jribi (1973- )
  - Ministre auprès du chef du gouvernement chargée des Grands projets nationaux, entre le 27 février et le 2 septembre 2020.
  - Ministre de l'Enseignement supérieur et de la Recherche scientifique par intérim, entre le 15 juillet et le 2 septembre 2020.
- Selma Ennaifer (1977- )
  - Secrétaire d'État auprès du ministre des Affaires étrangères chargée des Affaires étrangères, entre le 27 février et le 2 septembre 2020.
  - Ministre des Affaires étrangères par intérim, entre le 24 juillet et le 2 septembre 2020.
- Akissa Bahri (1956- )
  - Secrétaire d'État auprès du ministre de l'Agriculture chargée des Ressources hydrauliques, entre le 27 février et le 2 septembre 2020.
  - Ministre de l'Agriculture, des Ressources hydrauliques et de la Pêche, entre le 2 septembre 2020 et le 15 février 2021.
- Imen Houimel
  - Ministre de la Femme, de la Famille et des Seniors, entre le 2 septembre 2020 et le 11 octobre 2021.
- Salwa Sghayer (1960- )
  - Ministre de l'Industrie, de l'Énergie et des Mines, entre le 2 septembre 2020 et le 15 février 2021.
- Olfa Benouda
  - Ministre de l'Enseignement supérieur et de la Recherche scientifique, entre le 2 septembre 2020 et le 11 octobre 2021.
- Leïla Jaffel (1960- )
  - Ministre des Domaines de l'État et des Affaires foncières, entre le 2 septembre 2020 et le 15 février 2021.
- Hasna Ben Slimane (1973- )
  - Ministre auprès du chef du gouvernement chargée de la Fonction publique, entre le 2 septembre 2020 et le 26 juillet 2021.
  - Ministre de la Justice par intérim, entre le 15 février et le 26 juillet 2021.
  - Porte-parole du gouvernement entre le 8 mars et le 26 juillet 2021.
- Sihem Ayadi
  - Secrétaire d'État auprès du ministre de la Jeunesse et des Sports et de l'Intégration professionnelle, entre le 2 septembre 2020 et le 13 septembre 2021.
  - Ministre de la Jeunesse, des Sports et de l'Intégration professionnelle par intérim, entre le 15 février et le 13 septembre 2021.
- Sihem Boughdiri[a] (1965- )
  - Ministre de l'Économie, des Finances et de l'Appui à l'investissement par intérim, entre le 2 août et le 11 octobre 2021.

## Gouvernement Bouden/Hachani/Madouri/Zaafrani

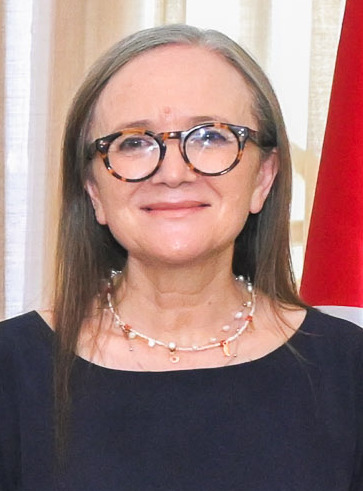
Najla Bouden.
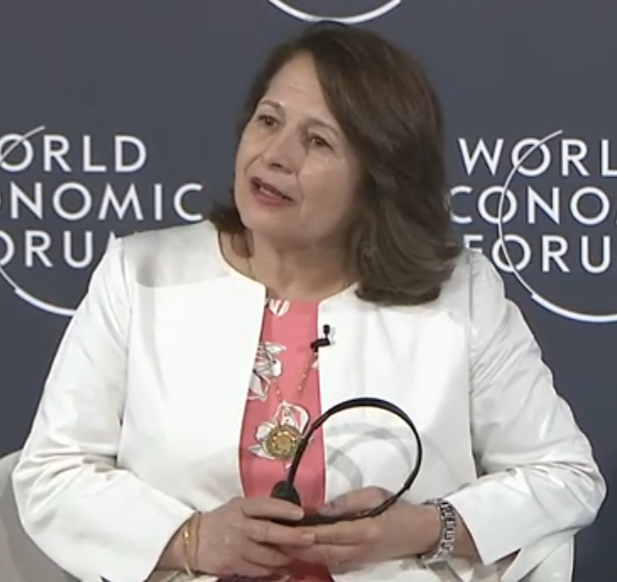
Fatma Thabet.
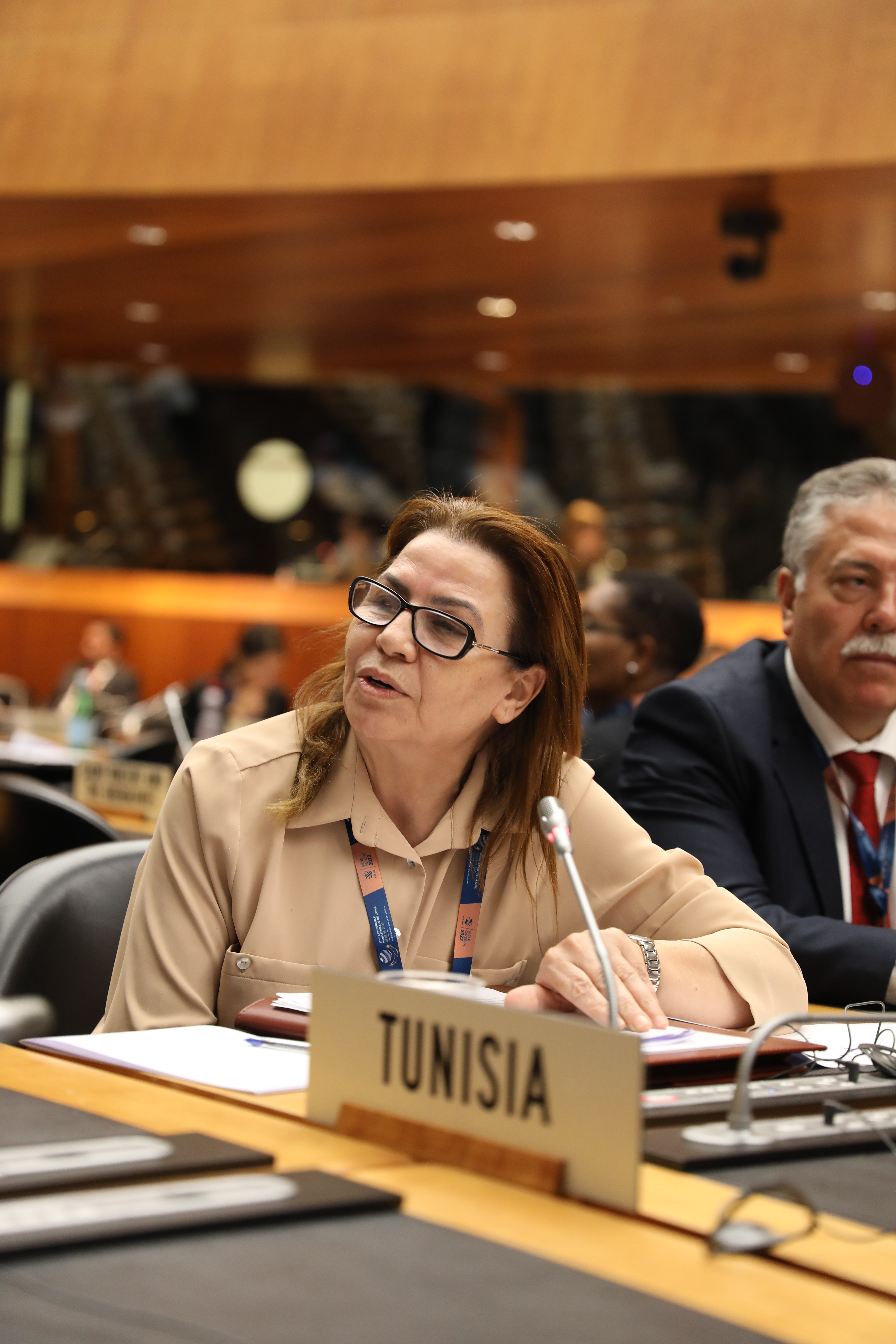
Fadhila Rebhi.
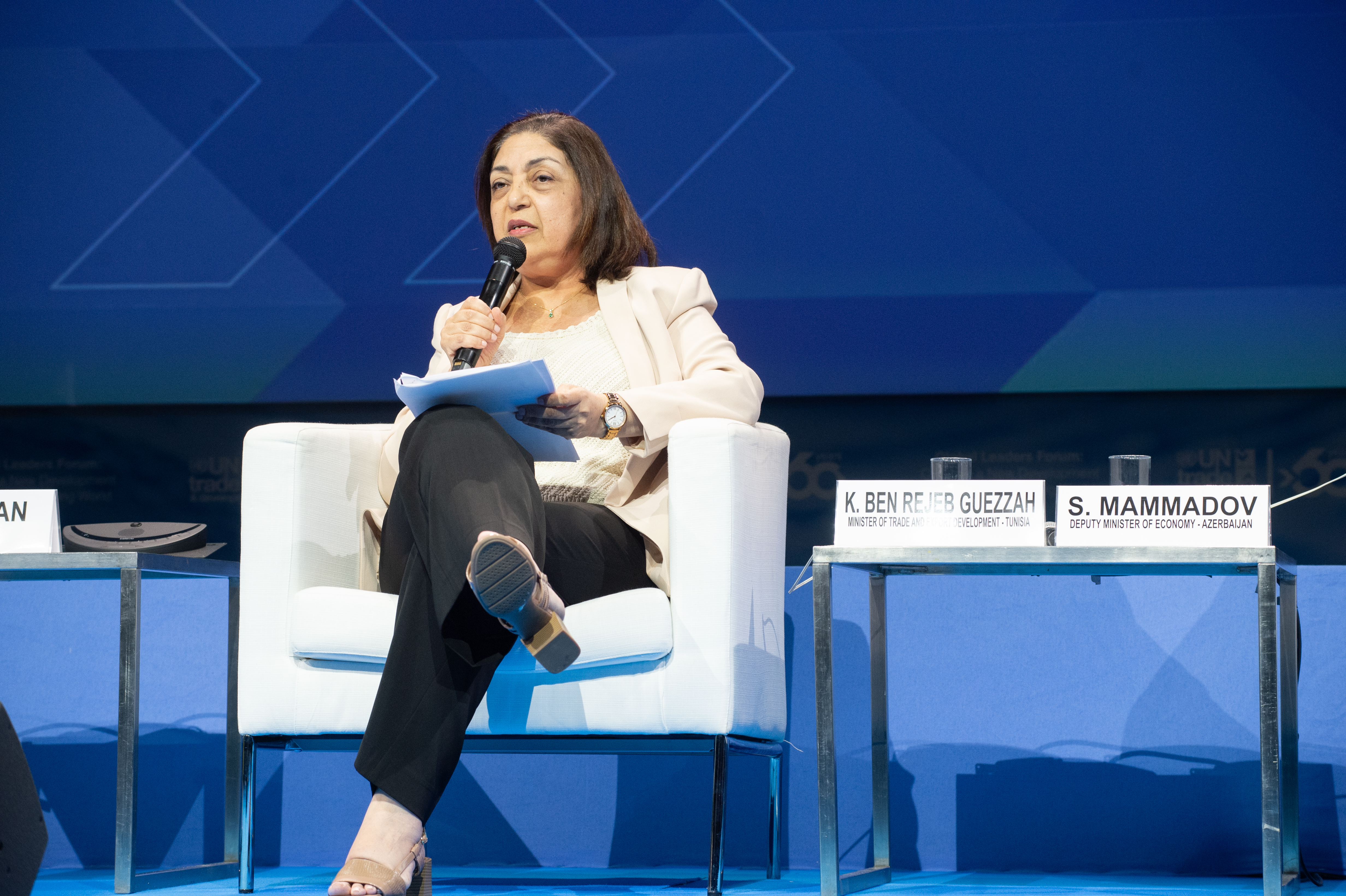
Kalthoum Ben Rejeb.
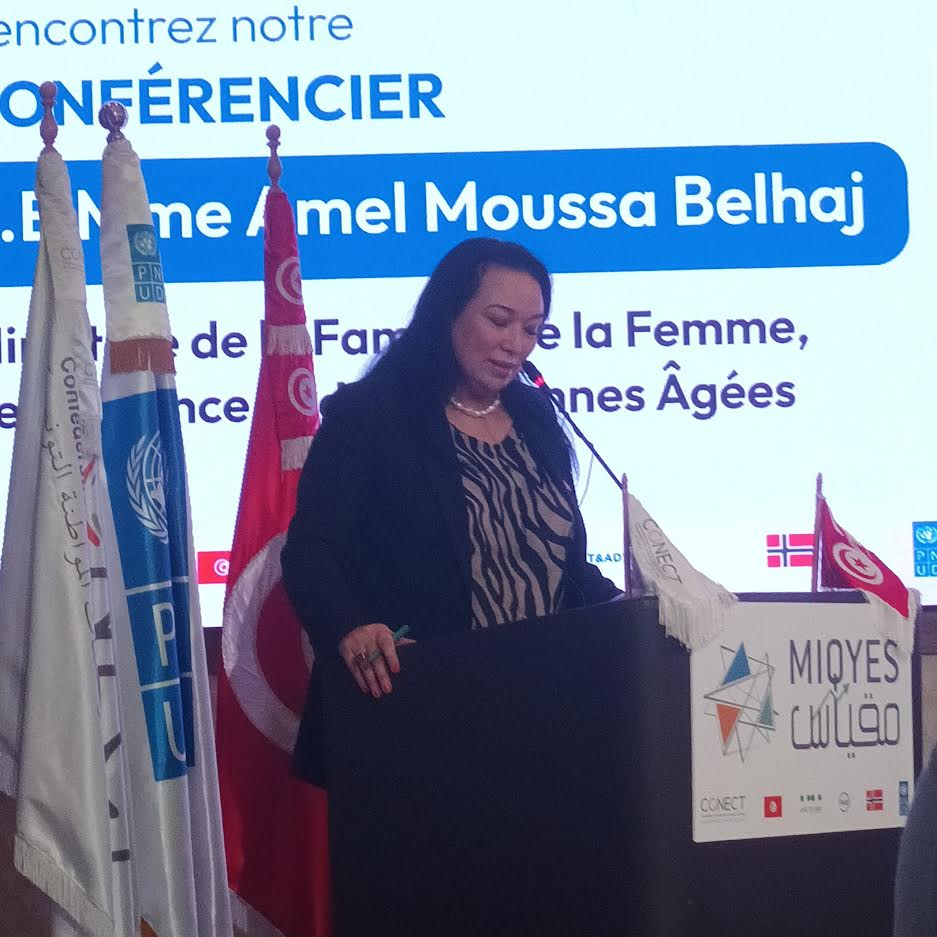
Amel Moussa Belhaj.
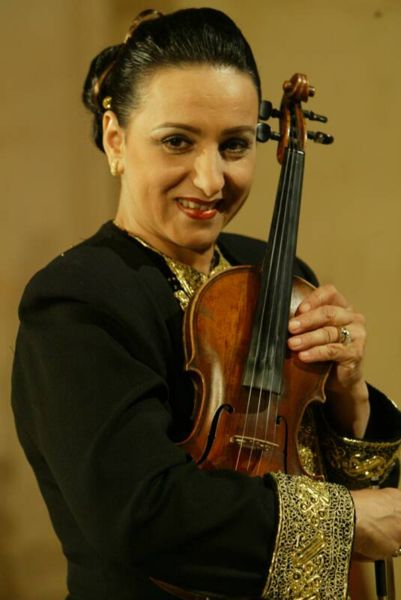
Amina Srarfi.

- Najla Bouden (1958- )
  - Chef du gouvernement entre le 11 octobre 2021 et le 1er août 2023.
- Leïla Jaffel (1960- )
  - Ministre de la Justice depuis le 11 octobre 2021.
- Sihem Boughdiri (1965- )
  - Ministre des Finances entre le 2 août 2021 et le 5 février 2025.
  - Ministre de l'Économie et de la Planification par intérim, entre le 17 octobre 2023 et le 24 janvier 2024.
- Mechket Slama
  - Ministre des Finances depuis le 5 février 2025.
- Feryel Ouerghi
  - Ministre de l'Économie et de la Planification entre le 24 janvier et le 25 août 2024.
- Neila Gonji (1959- )
  - Ministre de l'Industrie, de l'Énergie et des Mines entre le 11 octobre 2021 et le 4 mai 2023.
- Fatma Thabet
  - Ministre de l'Industrie, de l'Énergie et des Mines depuis le 24 janvier 2024.
- Saloua Abassi
  - Ministre de l'Éducation entre le 1er avril et le 25 août 2024.
- Fadhila Rebhi
  - Ministre du Commerce et du Développement des exportations entre le 11 octobre 2021 et le 6 janvier 2023.
- Kalthoum Ben Rejeb
  - Ministre du Commerce et du Développement des exportations entre le 12 janvier 2023 et le 25 août 2024.
- Sarra Zaafrani (1963- )
  - Ministre de l'Equipement et de l'Habitat entre le 11 octobre 2021 et le 21 mars 2025.
  - Ministre du Transport par intérim, entre le 12 mars et le 25 août 2024.
  - Chef du gouvernement depuis le 21 mars 2025.
- Amel Moussa Belhaj (1971- )
  - Ministre de la Famille, de la Femme, de l'Enfance et des Seniors entre le 11 octobre 2021 et le 25 août 2024.
- Hayet Guettat
  - Ministre des Affaires culturelles entre le 11 octobre 2021 et le 12 mars 2024.
- Leila Chikhaoui (1966- )
  - Ministre de l'Environnement entre le 11 octobre 2021 et le 25 août 2024.
- Asma Jebri (1968- )
  - Ministre de la Famille, de la Femme, de l'Enfance et des Seniors depuis le 25 août 2024.
- Amina Srarfi (1958- )
  - Ministre des Affaires culturelles depuis le 25 août 2024.
- Aïda Hamdi
  - Secrétaire d'État auprès du ministre des Affaires étrangères, de la Migration et des Tunisiens à l'étranger chargée de la Coopération internationale entre le 11 octobre 2021 et le 8 mars 2022.
- Hasna Jiballah
  - Secrétaire d'État auprès du ministre de la Formation professionnelle et de l'Emploi chargée des Entreprises communautaires depuis le 25 août 2024.

## Accès aux portefeuilles
| Année | Nom                     | Ministère                  |
| ----- | ----------------------- | -------------------------- |
| 1983  | Fethia Mzali            | Famille et Femmes          |
| 1984  | Souad Lyagoubi          | Santé publique             |
| 1999  | Faïza Kefi              | Environnement              |
| 2001  | Néziha Zarrouk          | Emploi                     |
| 2001  | Faïza Kefi              | Formation professionnelle  |
| 2004  | Samira Khayach Belhaj   | Équipement                 |
| 2011  | Moufida Tlatli          | Culture                    |
| 2014  | Nejla Moalla Harrouch   | Commerce                   |
| 2014  | Amel Karboul            | Tourisme                   |
| 2016  | Hela Cheikhrouhou       | Énergie et Mines           |
| 2016  | Lamia Zribi             | Finances                   |
| 2016  | Majdouline Cherni       | Jeunesse et Sports         |
| 2020  | Thouraya Jeribi Khémiri | Justice                    |
| 2020  | Akissa Bahri            | Agriculture                |
| 2020  | Leïla Jaffel            | Domaines de l'État         |
| 2020  | Salwa Sghayer           | Industrie                  |
| 2020  | Hasna Ben Slimane       | Fonction publique          |
| 2020  | Olfa Benouda            | Enseignement supérieur     |
| 2021  | Sihem Boughdiri         | Économie                   |
| 2021  | Najla Bouden            | Présidence du gouvernement |
| 2024  | Saloua Abassi           | Éducation                  |
| -     | -                       | Affaires étrangères        |
| -     | -                       | Intérieur                  |